# Coudun
Coudun é uma comuna francesa na região administrativa de Altos da França, no departamento de Oise. Estende-se por uma área de 10,4 km². Em 2010 a comuna tinha 1 099 habitantes (densidade: 105,7 hab./km²).